# Liste des maires d'Hettange-Grande

## Liste des maires
| Période | Période | Identité                     | Étiquette | Qualité |
| ------- | ------- | ---------------------------- | --------- | ------- |
| 1789    | 1791    | Mathieu Suzange              |           |         |
| 1791    | 1793    | Jean Hippert                 |           |         |
| 1793    | 1807    | Nicolas Terver               |           |         |
| 1807    | 1815    | Georges Hippert              |           |         |
| 1815    | 1815    | Jean Crepy                   |           |         |
| 1815    | 1816    | Louis Nilles                 |           |         |
| 1816    | 1826    | Jean Monhoven                |           |         |
| 1826    | 1848    | François Desbordes           |           |         |
| 1848    | 1857    | Jean Hippert                 |           |         |
| 1857    | 1865    | Jean Michy                   |           |         |
| 1865    | 1876    | Pierre Pépin                 |           |         |
| 1876    | 1885    | Jean-Baptsite Plagnieux      |           |         |
| 1885    | 1886    | KELLER                       |           |         |
| 1886    | 1900    | OESTRICHER                   |           |         |
| 1900    | 1911    | Paul Moureaux                |           |         |
| 1911    | 1914    | Joseph Jacob                 |           |         |
| 1914    | 1916    | SPIES                        |           |         |
| 1916    | 1918    | BRUCHER                      |           |         |
| 1918    | 1929    | Edouard Michy                |           |         |
| 1929    | 1936    | Albert Raspiller (1re fois)  |           |         |
| 1936    | 1940    | Louis Medernach              |           |         |
| 1940    | 1940    | Auguste Weiss (Intérim)      |           |         |
| 1940    | 1941    | Hermann Hess                 |           |         |
| 1941    | 1944    | Auguste Weiss                |           |         |
| 1944    | 1945    | Albert Raspiller (2nde fois) |           |         |

| Période | Période  | Identité       | Étiquette      | Qualité               |
| ------- | -------- | -------------- | -------------- | --------------------- |
| 1945    | 1951     | Mathias Loes   | Sans étiquette |                       |
| 1951    | 1953     | Joseph Bosse   |                |                       |
| 1953    | 1965     | Charles Bach   |                |                       |
| 1965    | 1983     | Louis Fichet   |                |                       |
| 1983    | 1986     | René Medernach | SE             |                       |
| 1986    | 1995     | Grégoire Hesse | DVD            |                       |
| 1995    | En cours | André Hentz    | PS puis SE     | Inspecteur des impôts |

## Pour approfondir